# Limnophila shikokuensis
Limnophila shikokuensis là một loài ruồi trong họ Limoniidae. Chúng phân bố ở miền Cổ bắc.